# Kroksjön (Hillareds socken, Västergötland, 639299-134016)
Kroksjön är en sjö i Svenljunga kommun i Västergötland och ingår i Ätrans huvudavrinningsområde.